# Crash the Live Tour
Il Crash the Live Tour è stato il quarto tour musicale della cantante britannica Charli XCX, a supporto del suo quinto album in studio Crash (2022).

## Scaletta
1. Lightning
2. Gone
3. Move Me
4. Constant Repeat
5. Baby
6. Yuck
7. Every Rule
8. Party 4 U
9. Used to Know Me
10. 1999
11. Beg for You
12. Crash
13. Boom Clap
14. Boys
15. New Shapes
16. Twice
17. Vroom Vroom
18. Visions
19. Unlock It
20. Good Ones

## Date del tour
| Data              | Città             | Stato        | Luogo                          | Artisti d'apertura      |
| Nord America      | Nord America      | Nord America | Nord America                   | Nord America            |
| ----------------- | ----------------- | ------------ | ------------------------------ | ----------------------- |
| 26 marzo 2022     | Oakland           | Stati Uniti  | Fox Oakland Theatre            | A. G. Cook Baby Tate    |
| 27 marzo 2022     | Oakland           | Stati Uniti  | Fox Oakland Theatre            | A. G. Cook Baby Tate    |
| 29 marzo 2022     | Portland          | Stati Uniti  | Crystal Ballroom               | Baby Tate               |
| 1º aprile 2022    | San Diego         | Stati Uniti  | The Observatory North Park     | Baby Tate               |
| 3 aprile 2022     | Los Angeles       | Stati Uniti  | Greek Theatre                  | A. G. Cook Baby Tate    |
| 6 aprile 2022     | Denver            | Stati Uniti  | Ogden Theatre                  | N.D.                    |
| 8 aprile 2022     | Austin            | Stati Uniti  | ACL Live at the Moody Theater  | Baby Tate               |
| 9 aprile 2022     | Houston           | Stati Uniti  | House of Blues Houston         | Baby Tate               |
| 10 aprile 2022    | Dallas            | Stati Uniti  | House of Blues Dallas          | Baby Tate               |
| 12 aprile 2022    | New Orleans       | Stati Uniti  | Orpheum Theater                | Baby Tate               |
| 13 aprile 2022    | Atlanta           | Stati Uniti  | The Eastern                    | Baby Tate               |
| 15 aprile 2022    | Asheville         | Stati Uniti  | The Orange Peel                | Baby Tate               |
| 16 aprile 2022    | Norfolk           | Stati Uniti  | The NorVa                      | Baby Tate               |
| 18 aprile 2022    | Filadelfia        | Stati Uniti  | The Fillmore                   | Baby Tate               |
| 20 aprile 2022    | Boston            | Stati Uniti  | House of Blues Boston          | Baby Tate               |
| 22 aprile 2022    | New York          | Stati Uniti  | Hammerstein Ballroom           | Baby Tate Magdalena Bay |
| 23 aprile 2022    | New York          | Stati Uniti  | Hammerstein Ballroom           | Baby Tate Magdalena Bay |
| 25 aprile 2022    | Toronto           | Canada       | Massey Hall                    | Baby Tate               |
| 26 aprile 2022    | Royal Oak         | Stati Uniti  | Royal Oak Music Theatre        | Baby Tate               |
| 28 aprile 2022    | Saint Paul        | Stati Uniti  | Palace Theatre                 | Baby Tate               |
| 29 aprile 2022    | Chicago           | Stati Uniti  | Byline Bank Aragon Ballroom    | Baby Tate Magdalena Bay |
| Europa            |                   |              |                                |                         |
| 13 maggio 2022    | Dublino           | Irlanda      | 3Olympia Theatre               | N.D.                    |
| 15 maggio 2022    | Glasgow           | Regno Unito  | O2 Academy                     | Yeule                   |
| 17 maggio 2022    | Manchester        | Regno Unito  | Victoria Warehouse             | Yeule                   |
| 18 maggio 2022    | Birmingham        | Regno Unito  | O2 Academy Birmingham          | Yeule                   |
| 19 maggio 2022    | Londra            | Regno Unito  | Alexandra Palace               | Yeule                   |
| 21 maggio 2022    | Norwich           | Regno Unito  | UEA LCR                        | Yeule                   |
| 22 maggio 2022    | Sheffield         | Regno Unito  | O2 Academy Sheffield           | Yeule                   |
| 23 maggio 2022    | Nottingham        | Regno Unito  | Rock City                      | Yeule                   |
| 25 maggio 2022    | Parigi            | Francia      | Le Trianon                     | ELIO                    |
| 30 maggio 2022    | Berlino           | Germania     | Astra Kulturhaus               | ELIO                    |
| 31 maggio 2022    | Colonia           | Germania     | Carlswerk Victoria             | ELIO                    |
| 2 giugno 2022     | Barcellona        | Spagna       | Parc del Fòrum                 | N.D.                    |
| 3 giugno 2022     | Varsavia          | Polonia      | Racetrack Służewiec            | N.D.                    |
| 4 giugno 2022     | Milano            | Italia       | Fabrique                       | ELIO                    |
| 7 maggio 2022     | Madrid            | Spagna       | Sala La Riviera                | ELIO                    |
| 8 giugno 2022     | Barcellona        | Spagna       | Razzmatazz                     | ELIO                    |
| 9 giugno 2022     | Barcellona        | Spagna       | Parc del Fòrum                 | N.D.                    |
| 17 giugno 2022    | Scheeßel          | Germania     | Eichenring                     | N.D.                    |
| 18 giugno 2022    | Tuttlingen        | Germania     | Neuhausen ob Eck Airfield      | N.D.                    |
| 26 giugno 2022    | Pilton            | Regno Unito  | Worthy Farm                    | N.D.                    |
| Nord America      |                   |              |                                |                         |
| 8 luglio 2022     | Milwaukee         | Stati Uniti  | BMO Harris Pavilion            | N.D.                    |
| 9 luglio 2022     | Des Moines        | Stati Uniti  | Western Gateway Park           | N.D.                    |
| 12 luglio 2022    | Québec            | Canada       | Parc de la Francophonie        | N.D.                    |
| 21 luglio 2022    | Vancouver         | Canada       | Orpheum                        | Alaska Reid             |
| 22 luglio 2022    | Seattle           | Stati Uniti  | Capitol Hill                   | N.D.                    |
| 23 luglio 2022    | Boise             | Stati Uniti  | Knitting Factory Concert House | Alaska Reid             |
| 28 luglio 2022    | Chicago           | Stati Uniti  | Grant Park                     | N.D.                    |
| 29 luglio 2022    | Montréal          | Canada       | Parc Jean-Drapeau              | N.D.                    |
| 2 agosto 2022     | Indianapolis      | Stati Uniti  | Egyptian Room                  | ELIO                    |
| 3 agosto 2022     | Nashville         | Stati Uniti  | Ryman Auditorium               | ELIO                    |
| 5 agosto 2022     | Pittsburgh        | Stati Uniti  | Stage AE                       | ELIO                    |
| 6 agosto 2022     | Washington, D.C.  | Stati Uniti  | The Anthem                     | ELIO                    |
| Europa            |                   |              |                                |                         |
| 26 agosto 2022    | Leeds             | Regno Unito  | Bramham Park                   | N.D.                    |
| 27 agosto 2022    | Londra            | Regno Unito  | Victoria Park                  | N.D.                    |
| 28 agosto 2022    | Reading           | Regno Unito  | Little John's Farm             | N.D.                    |
| 3 settembre 2022  | Bristol           | Regno Unito  | Clifton Down                   | N.D.                    |
| Nord America      |                   |              |                                |                         |
| 16 settembre 2022 | Las Vegas         | Stati Uniti  | Downtown Las Vegas             | N.D.                    |
| 17 settembre 2022 | Victoria          | Canada       | Royal Athletic Park            | N.D.                    |
| 24 settembre 2022 | San Francisco     | Stati Uniti  | Pier 80                        | N.D.                    |
| 25 settembre 2022 | Dover             | Stati Uniti  | The Woodlands                  | N.D.                    |
| Asia              |                   |              |                                |                         |
| 29 ottobre 2022   | Tokyo             | Giappone     | Ariake Arena                   | N.D.                    |
| America Latina    |                   |              |                                |                         |
| 6 novembre 2022   | San Paolo         | Brasile      | Anhembi Convention Center      | N.D.                    |
| 9 novembre 2022   | San Paolo         | Brasile      | Audio Club                     | N.D.                    |
| 12 novembre 2022  | Buenos Aires      | Argentina    | Costanera Sur                  | N.D.                    |
| 13 novembre 2022  | Santiago del Cile | Cile         | Parque Bicentenario            | N.D.                    |
| 18 novembre 2022  | Città del Messico | Messico      | Autodromo Hermanos Rodríguez   | N.D.                    |
| Oceania           |                   |              |                                |                         |
| 24 febbraio 2023  | Sydney            | Australia    | The Domain                     | N.D.                    |
| 28 febbraio 2023  | Brisbane          | Australia    | The Tivoli                     | Prophecy Girl           |
| 2 marzo 2023      | Melbourne         | Australia    | Northcote Theatre              | Prophecy Girl           |

### Cancellazioni
| Data originaria | Città     | Stato       | Luogo             | Causa              |
| --------------- | --------- | ----------- | ----------------- | ------------------ |
| 27 maggio 2022  | Bruxelles | Belgio      | La Madeleine      | Problemi di salute |
| 28 maggio 2022  | Utrecht   | Paesi Bassi | Ronda Hall        | Problemi di salute |
| 29 maggio 2022  | Coventry  | Regno Unito | War Memorial Park | Problemi di salute |